# Guizhou JL-9
Guizhou JL-9 — китайский учебно-боевой самолёт, разработанный компанией Guizhou на основе Guizhou JJ-7 (китайская копия МиГ-21У).
Самолёт предлагается на экспорт под обозначением FTC-2000 Mountain Eagle и оснащается итальянской БРЛС Grifo S-7.

## Описание конструкции

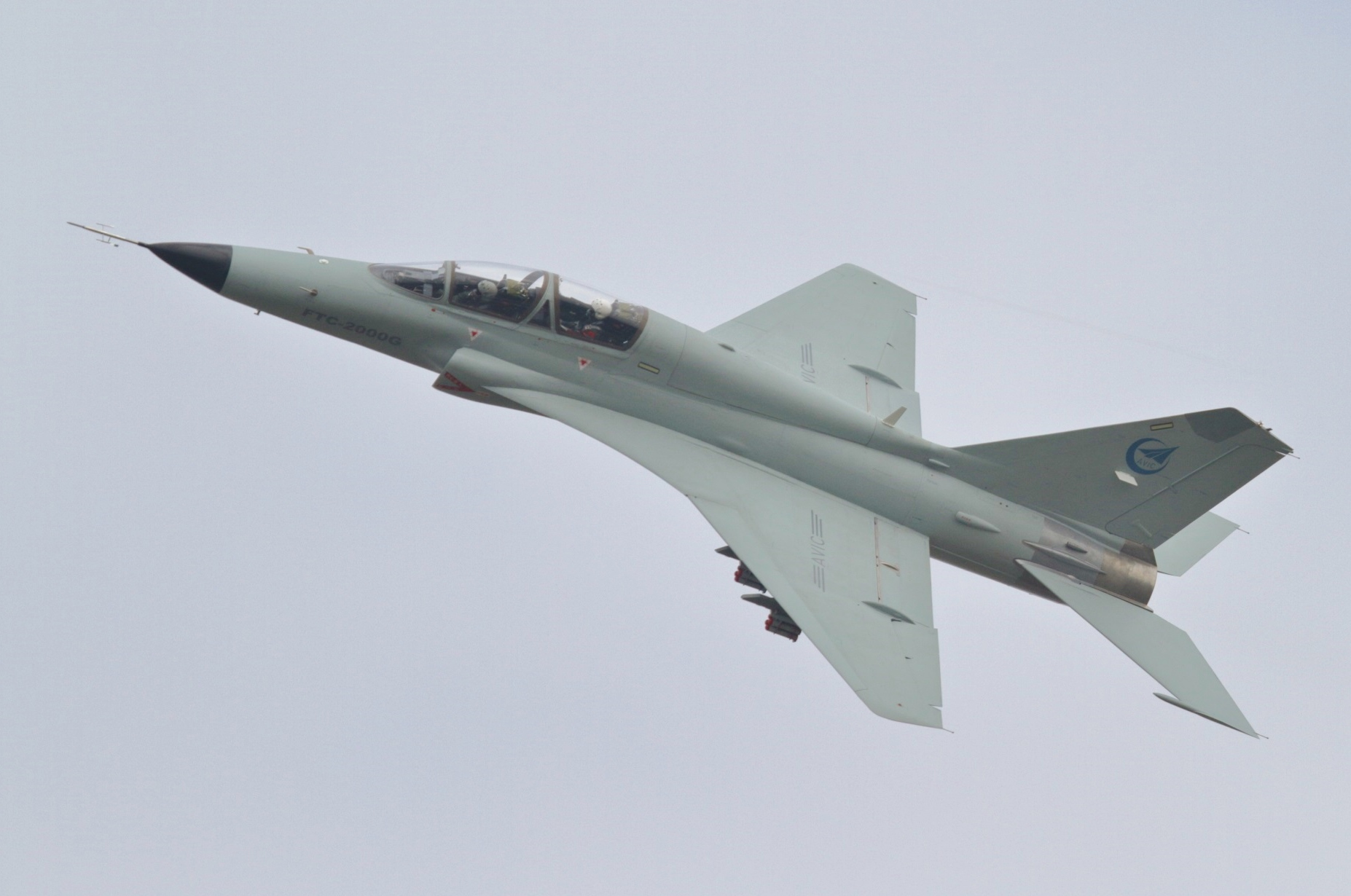
JL-9G (FTC-2000G)

Конструкция самолёта была значительно переработана по сравнению с JJ-7. На JL-9 вместо лобового воздухозаборника с центральным телом конструкторы  применили два боковых неуправляемых входных устройства; при этом соответственно была переработана носовая часть. Было изменено и крыло: оно получило аэродинамический наплыв дельтовидной формы. 
В версии JL-9G (FTC-2000G) конструкция подверглась дальнейшей модификации: воздухозаборники по аналогии с Chengdu FC-1 получили конструкцию с разворотом погранслоя, была изменена форма аэродинамического наплыва. Также в этой модификации на самолёт не устанавливаются подфюзеляжные гребни.

## Модификации
- Guizhou JL-9 — базовая модификация для ВВС НОАК[2]
- FTC-2000 Mountain Eagle — экспортная версия JL-9, оснащенная БРЛС Grifo S-7[2]
- FTC-2000G — экспортная версия JL-9G, впервые представленная на «Airshow China 2012» в г. Чжухай[5]. В перспективе самолёт планируется оснащать двигателем Liming WP-14C Kunlun-3 с максимальной тягой на форсаже 76,5 кН.

## Лётно-технические характеристики
Приведённые ниже характеристики соответствуют модификации FTC-2000G:
Источник данных: 

Технические характеристики
- Экипаж: 1 или 2 человека
- Длина: 15,4 м
- Размах крыла: 10 м
- Высота: 4,8 м
- Площадь крыла: 26,15 м²
- Масса пустого: 5 000 кг
- Нормальная взлётная масса: 8 000 кг
- Максимальная взлётная масса: 11 000 кг
- Силовая установка: 1 × ТРДД Guizhou Liyang WP-13F(C) (модификация Р-25-300)
  - Бесфорсажная тяга: 1 × 44,1 кН
  - Форсажная тяга: 1 × 66,7 кН

Лётные характеристики
- Максимальная скорость: 1,4 М
- Практическая дальность: 1650 км
- Перегоночная дальность: 2500 км
- Практический потолок: 15 000 м
- Скороподъёмность: 260 м/с
- Тяговооружённость: 0,83
- Длина разбега: 410 м
- Длина пробега: 580 м
- Максимальная эксплуатационная перегрузка: +8/-3 g

Вооружение
- Стрелково-пушечное: 1 х 23-мм «Тип 23-1»
- Боевая нагрузка: 2000 кг (три точки подвески вооружения под фюзеляжем, по одной на законцовках, остальные под крылом)
- Управляемые ракеты: класса «воздух-воздух» ближнего боя PL-8 или PL-9
- Неуправляемые ракеты: блоки с неуправляемыми ракетами
- Бомбы: корректируемые и обычные бомбы

## На вооружении
Китай:
- ВМС НОАК - более 12 единиц на 2016 год[8]
- Военно-воздушные силы Китайской Народной Республики - некоторое количество на 2016 год[8]